# Richard Ingoldesby
Richard Ingoldesby († 1. März 1719 in New York City) war ein englischer Armee-Offizier und kommissarischer Kolonialgouverneur der Provinz New York und der Province of New Jersey.

## Leben
Die Herkunft von Richard Ingoldesby liegt weitgehend im Dunklen. Er wurde in eine reiche Familie geboren und war möglicherweise der Sohn von Richard Ingoldsby (1617–1685), der unter anderem Offizier der New Model Army während des Englischen Bürgerkriegs war. Sein Geburtsdatum ist nicht überliefert. Bereits vor der Glorious Revolution diente er in einem Regiment des Prinzen von Oranien, dem späteren englischen König Wilhelm III. Nach der Thronbesteigung Wilhelms blieb er in dessen Diensten und war 1689 an der Belagerung von Carrickfergus in Irland beteiligt.
Im Jahr 1690 wurde er zum Hauptmann befördert. Gleichzeitig wurde er zum Vizegouverneur der Provinz New York ernannt. Dort kam er noch vor dem neuen Gouverneur Henry Sloughter an. Zu dieser Zeit tobte in New York die von Jakob Leisler angeführte Leisler Rebellion. Diese wurde Anfang 1691 von Sloughter und Ingoldesby niedergeschlagen. Leisler wurde zum Tode verurteilt und im Mai 1691 hingerichtet. Auch in der Folge blieb die Kolonie gespalten. Es gab nach wie vor Anhänger des gestürzten Leisler Regimes, die der neuen Verwaltung von Sloughter feindlich gegenüber standen. Auch innerhalb der Regierung kam es zu Konflikten. Ingoldesby beschuldigte Sloughter, die Summe von 1100 Pfund (heute ca. 198.900 Pfund), die zur Bezahlung der Milizen gedacht war, in die eigene Tasche gesteckt zu haben. Außerdem soll er (Sloughter) ein erbeutetes und in einer Auktion versteigertes Schiff beschlagnahmt und dann ein zweites Mal verkauft haben (Siehe Wikipedia-Artikel über Sloughter).
Nach dem am 23. Juli 1691 erfolgten Tod Sloughters hoffte Ingoldesby dessen Nachfolge als Kolonialgouverneur antreten zu können. In London entschied man sich aber für Benjamin Fletcher. Bis zur Ankunft Fletchers im August 1692 amtierte Ingoldesby als kommissarischer Gouverneur der zerstrittenen Kolonie. Während Fletchers Amtszeit war er Kommandeur einer in Albany stationierten Einheit, die für die Sicherheit der Nordgrenze zuständig war. Im Jahr 1696 kehrte er nach England zurück, wo er die folgenden sieben Jahre verblieb. Von November 1702 bis April 1710 war er Vizegouverneur der Provinzen New Jersey und New York. Dabei hatte er unter Gouverneur Edward Hyde wenig politischen Einfluss. Allerdings wurde er Mitglied im New Jersey Provincial Council. Von 1709 bis 1710 war er kommissarischer Gouverneur beider Kolonien. Diese Zeit war für ihn wenig erfolgreich, da er sich einer inneren Opposition beugen musste. Ende 1709 wurde er von seinem Amt abberufen. Die Nachricht traf aber erst im April 1710 in Amerika ein. Anschließend befehligte er noch für einige Zeit eine Einheit in New York City. Dort ist er am 1. März 1719 auch verstorben.